# 马孔
马孔（法語：Mâcon，法語發音：[mɑkɔ̃] ⓘ），法国东部城市，勃艮第-弗朗什-孔泰大区索恩-卢瓦尔省的一个市镇，也是该省的省会，下辖马孔区，其市镇面积为27.04平方公里，2022年1月1日时人口数量为34,759人，在法国城市中排名第231位。
马孔位于索恩-卢瓦尔省南部，索恩河右岸，隔河与安省接壤，是一座区域性的工商业中心城市，同时也是一个交通枢纽，多条高速公路和铁路在此交汇。马孔也因同名葡萄酒而闻名，其附近的区域被称为“马科奈”。

## 地名来源
“马孔”一名来源于拉丁语，其中意为“山、山麓”，与现代法语单词同源；而意为“水边的”。

## 历史

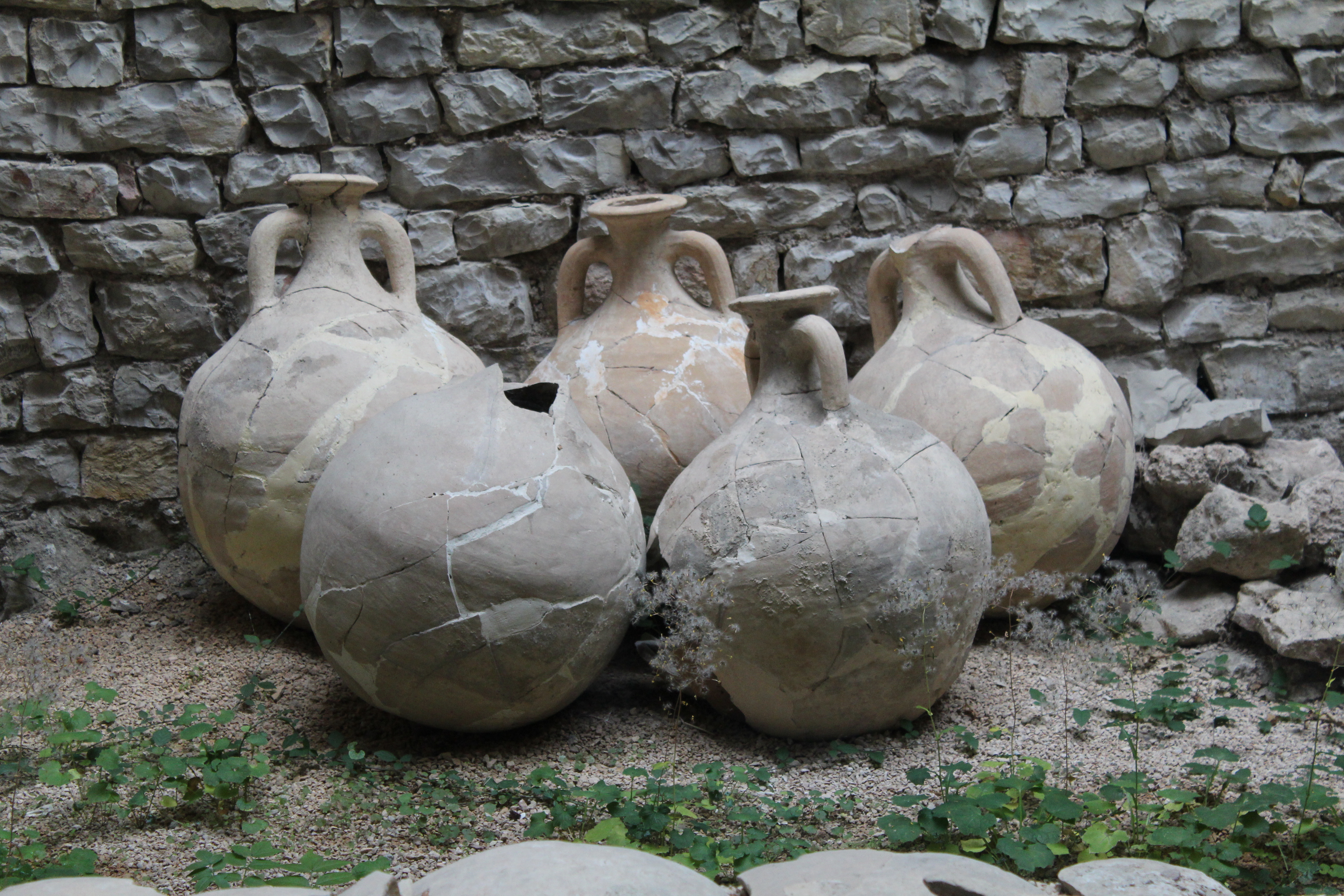
马孔附近出土的高卢时期的文物

马孔历史悠久，早在高卢时期就已出现人类活动，彼时为埃杜维人的一个城镇，凯撒大帝曾对此地有所记载。罗马人入侵高卢后在索恩河沿岸山麓地区种植葡萄，并兴建了一条南北延伸的大道，使马孔成为了一个驿站。《凡尔登条约》签订后，索恩河成为东西法兰克王国的分界线，马孔由此成为一座边境城市，当地的封建领主厄德一世被授予伯爵爵位。13世纪时，马孔伯爵投诚勃艮第，成为勃艮第公国最南端的领土。1477年勃艮第公国灭亡后，马孔成为法兰西王室土地。1564年6月3日至9日，查理九世在环法旅行时途径马孔。中世纪末期，当地出现了印染工业，城市得到发展，但1602年的洪水对当地造成了严重的破坏。法国大革命后，马孔成为索恩-卢瓦尔省的省会。工业革命期间，马孔成为一个铁路枢纽，当地出现了多个工业部门。二战时期，马孔位于沦陷区和维希法国的交界地带，当地不断出现抵抗运动，最终于1944年9月2日解放。1965年，马孔与弗拉塞莱马孔合并；1972年，塞讷塞莱马孔、圣让勒普里什和洛谢亦整体并入马孔的市镇范围。1981年，马孔-洛谢TGV站成为法国首个高速铁路车站之一。

## 地理

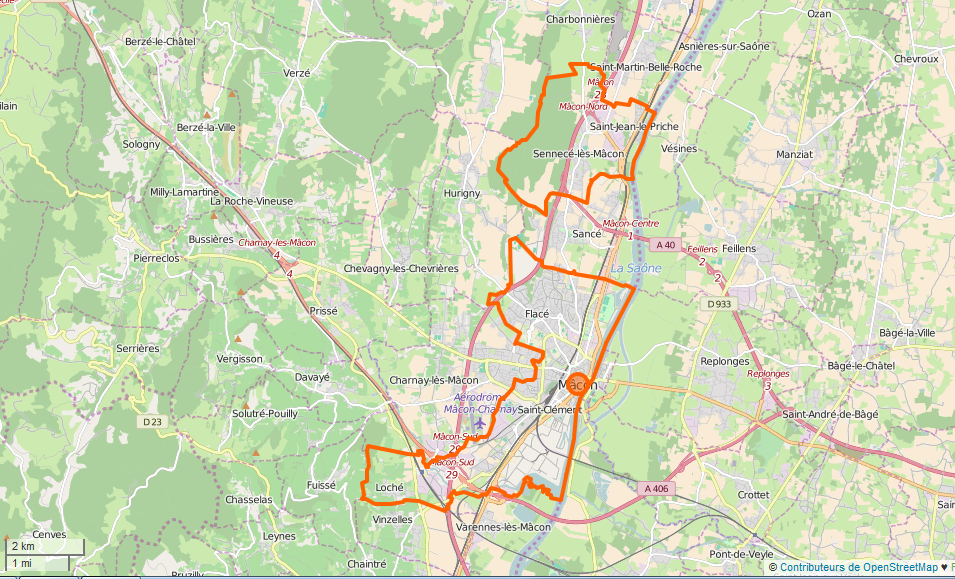
马孔市镇范围

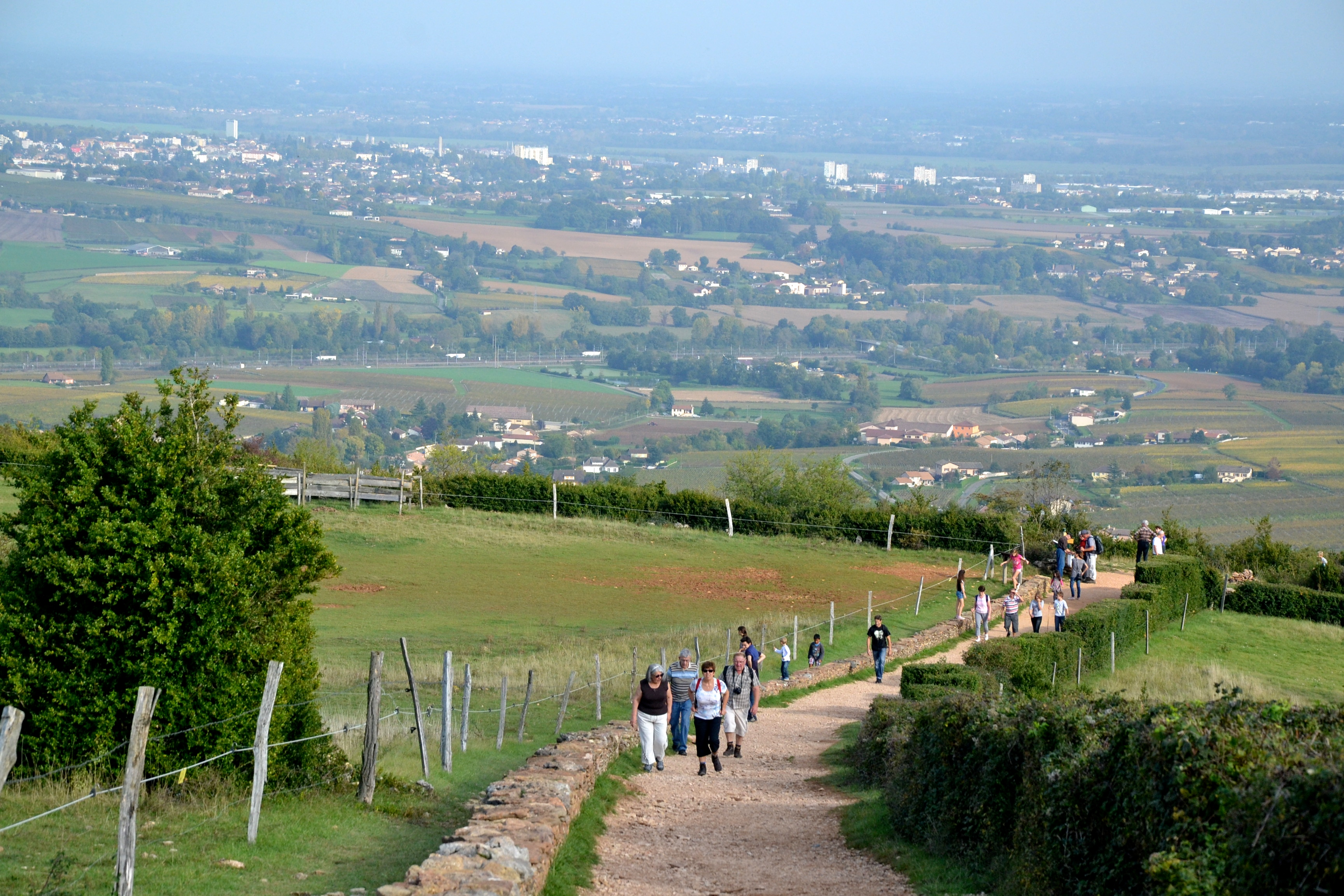
马孔附近的丘陵

马孔位于法国东部，勃艮第-弗朗什-孔泰大区南部和索恩-卢瓦尔省南部，与安省接壤，距离省会第戎大约127公里。与马孔接壤的市镇包括：格列日、勒普隆日、索恩河畔圣洛朗、韦西讷、沙博尼耶尔、沙尔奈莱马孔、菲塞、于里尼、莱泽、圣马丹贝勒罗什、桑塞、瓦雷讷莱马孔、万泽勒。
旧市镇塞讷塞莱马孔不与马孔接壤，故其合并后成为马孔市区的一块飞地。

### 地形
马孔位于法国中央高原东北边缘，其附近区域被称为“马科奈”，境内西高东低，市区地势相对平坦，全境海拔在167到347米之间。

### 水文
索恩河干流自北向南流经境内，马孔全境位于该河右岸（西侧），另有阿比姆河（Abyme）流经市区北部，水量较小，部分河段被人工建筑物覆盖。索恩河是罗讷河的支流，后者为法国五大河流之一。

### 气候
马孔在柯本气候分类法中属于温带海洋性气候。
马孔附近设有气象站，以下为该气象站的数据：
| 马孔1981年－2019年  | 马孔1981年－2019年 | 马孔1981年－2019年 | 马孔1981年－2019年 | 马孔1981年－2019年 | 马孔1981年－2019年 | 马孔1981年－2019年 | 马孔1981年－2019年 | 马孔1981年－2019年 | 马孔1981年－2019年 | 马孔1981年－2019年 | 马孔1981年－2019年 | 马孔1981年－2019年 | 马孔1981年－2019年 |
| 月份                | 1月                | 2月                | 3月                | 4月                | 5月                | 6月                | 7月                | 8月                | 9月                | 10月               | 11月               | 12月               | 全年               |
| ------------------- | ------------------ | ------------------ | ------------------ | ------------------ | ------------------ | ------------------ | ------------------ | ------------------ | ------------------ | ------------------ | ------------------ | ------------------ | ------------------ |
| 历史最高温 °C（°F） | 17.8 (64.0)        | 20.3 (68.5)        | 24.5 (76.1)        | 29.8 (85.6)        | 32.8 (91.0)        | 37.2 (99.0)        | 39.2 (102.6)       | 39.8 (103.6)       | 35.2 (95.4)        | 28.4 (83.1)        | 23.1 (73.6)        | 19.3 (66.7)        | 39.8 (103.6)       |
| 平均高温 °C（°F）   | 5.5 (41.9)         | 7.6 (45.7)         | 12.3 (54.1)        | 15.7 (60.3)        | 20.1 (68.2)        | 23.9 (75.0)        | 26.6 (79.9)        | 26.2 (79.2)        | 21.9 (71.4)        | 16.5 (61.7)        | 9.9 (49.8)         | 6.1 (43.0)         | 16 (61)            |
| 日均气温 °C（°F）   | 2.7 (36.9)         | 4.1 (39.4)         | 7.9 (46.2)         | 10.8 (51.4)        | 15.1 (59.2)        | 18.6 (65.5)        | 21 (70)            | 20.5 (68.9)        | 16.7 (62.1)        | 12.4 (54.3)        | 6.7 (44.1)         | 3.6 (38.5)         | 11.7 (53.1)        |
| 平均低温 °C（°F）   | 0 (32)             | 0.6 (33.1)         | 3.4 (38.1)         | 5.9 (42.6)         | 10.1 (50.2)        | 13.4 (56.1)        | 15.5 (59.9)        | 14.9 (58.8)        | 11.5 (52.7)        | 8.3 (46.9)         | 3.6 (38.5)         | 1 (34)             | 7.4 (45.3)         |
| 历史最低温 °C（°F） | −21.2 (−6.2)       | −21.4 (−6.5)       | −10.2 (13.6)       | −4.1 (24.6)        | −1.8 (28.8)        | 3.7 (38.7)         | 5.9 (42.6)         | 2 (36)             | 1 (34)             | −4.8 (23.4)        | −8.7 (16.3)        | −16.2 (2.8)        | −21.4 (−6.5)       |
| 平均降水量 mm（）   | 59 (2.3)           | 52.5 (2.07)        | 48.7 (1.92)        | 74.6 (2.94)        | 88.1 (3.47)        | 75.5 (2.97)        | 70.9 (2.79)        | 71.7 (2.82)        | 79.5 (3.13)        | 85.5 (3.37)        | 83.8 (3.30)        | 69.5 (2.74)        | 859.3 (33.83)      |
| 月均日照時數        | 61.9               | 91.5               | 154.9              | 182                | 212.9              | 245.3              | 267.7              | 242.4              | 185.6              | 116.9              | 70.3               | 50.5               | 1,881.9            |
| 来源：infoclimat.fr |                    |                    |                    |                    |                    |                    |                    |                    |                    |                    |                    |                    |                    |

## 行政区划
马孔是法国勃艮第-弗朗什-孔泰大区索恩-卢瓦尔省的一个市镇，编号为71270，它也是索恩-卢瓦尔省的省会。马孔下辖马孔区，管理马孔第一县、第二县和第三县，同时也是马孔-博若莱城市圈公共社区的办公驻地。
马孔市镇被划为5个街区，并实行街区自治制度。
法国国家统计与经济研究所（简称）在进行数据统计时，将马孔及相邻的另外7个市镇设为马孔城市核心区，并将包括核心区在内的周边共67个市镇划为马孔城市区。同时，还将马孔市镇分为了20个“块区”（IRIS），以便于统计人口分布情况。

## 交通

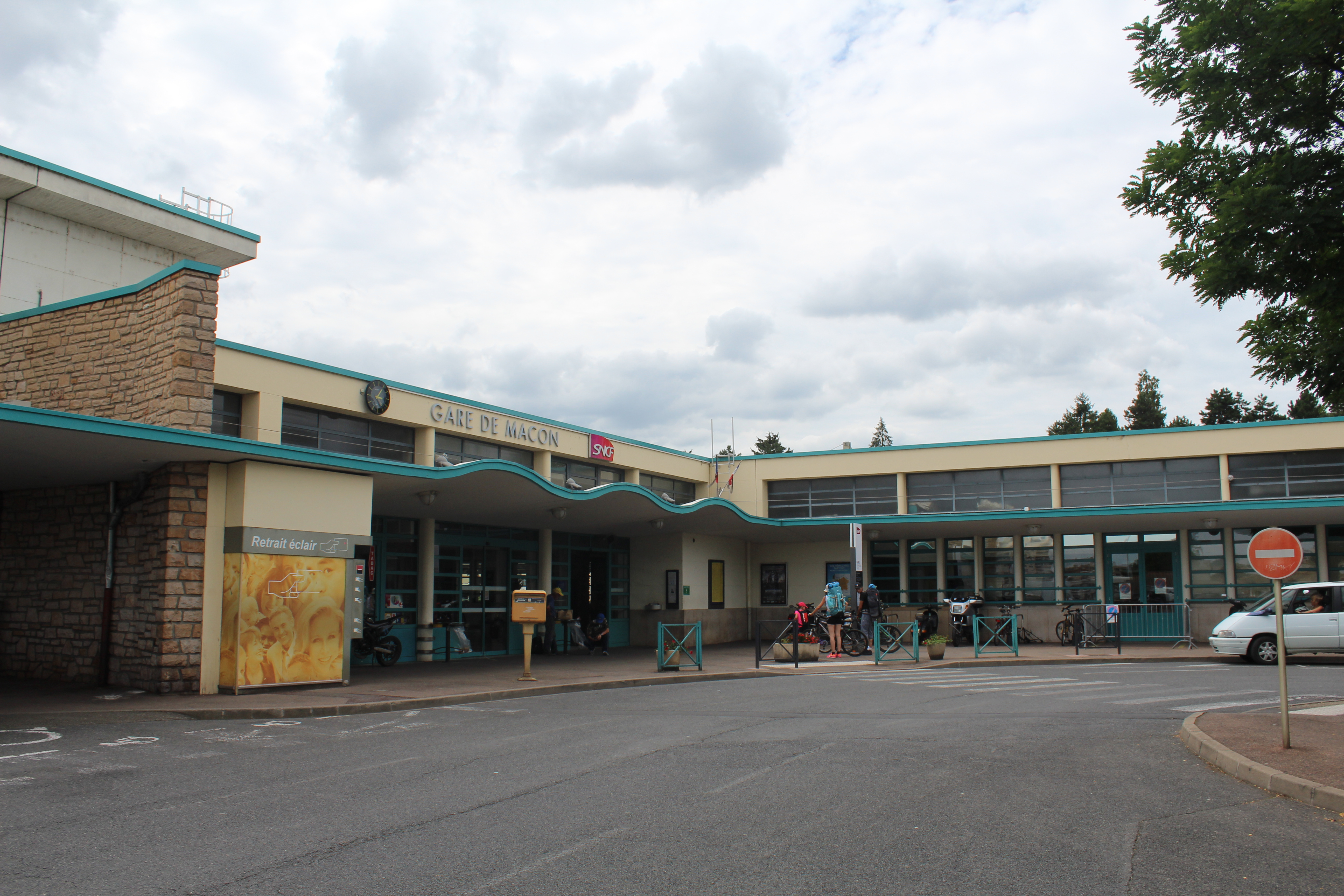
马孔城站

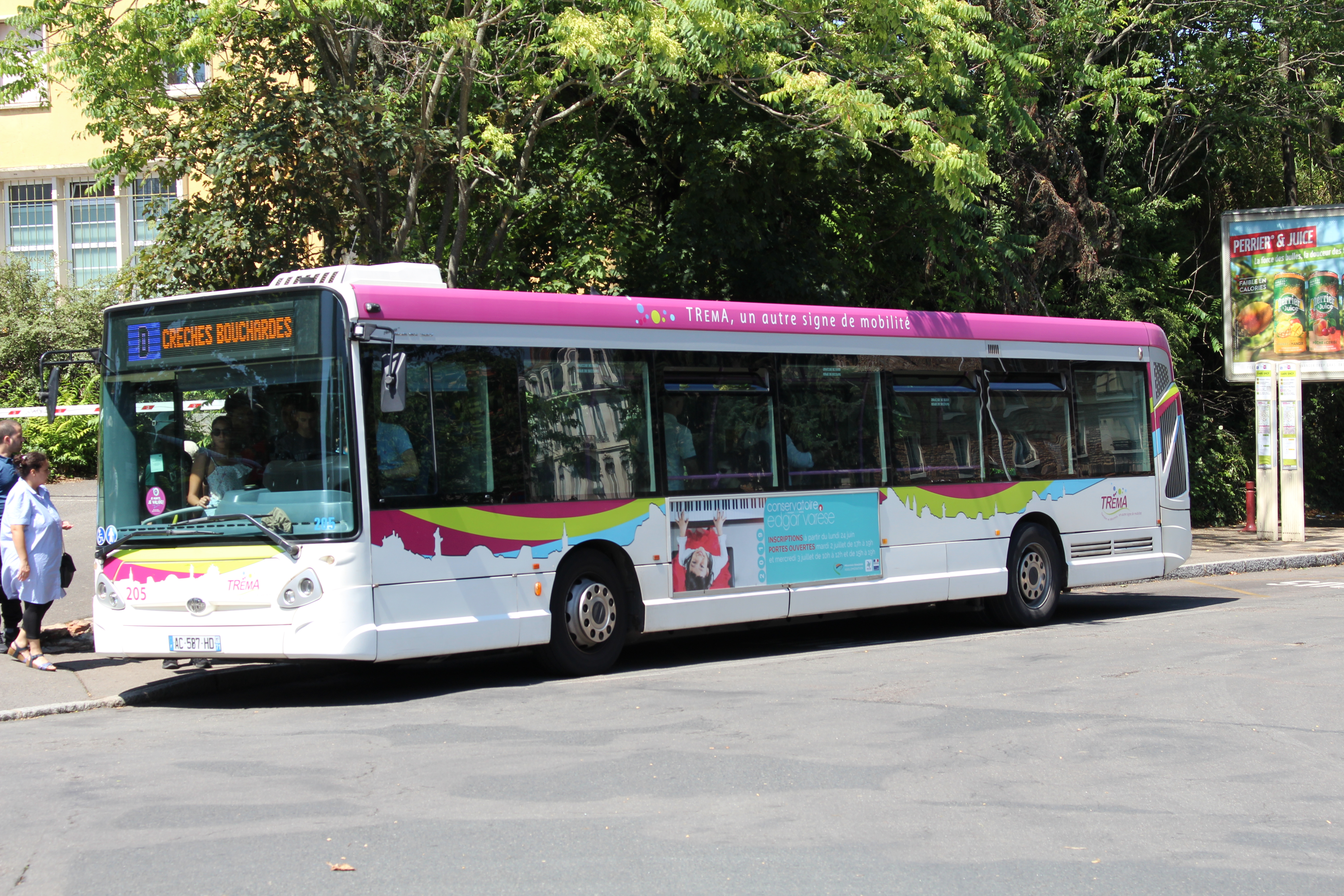
一辆马孔公交

### 公路
法国A6、A40、A406三条高速公路在马孔交汇，连接马孔和穆兰的法国国道N79线亦计划于2022年改造成为高速公路，另有多条索恩-卢瓦尔省省道经过马孔境内。
索恩-卢瓦尔省城际客运开行由马孔出发途径克吕尼或图尔尼前往索恩河畔沙隆方向的长途汽车。奥弗涅-罗讷-阿尔卑斯大区城际客运亦提供由马孔-洛谢TGV站前往索恩河畔自由城方向的长途汽车。
2016年，68.6%的马孔家庭拥有至少一辆的私人汽车。同年，马孔境内共发生各类交通事故10起，造成2人遇难，11人受伤。

### 铁路
马孔位于巴黎－马赛铁路和马孔－昂贝略铁路的交汇处，马孔城站位于市区中部，老城区以南，停靠往返于里昂和第戎一线以及前往布雷斯地区布尔格方向的区域列车，此外该站还停靠少量高速列车，可前往里昂、斯特拉斯堡、马赛等地。
法国高速铁路东南线途径马孔市区南部，并设有马孔-洛谢TGV站，该站停靠往返于巴黎和里昂之间的高速列车，少量列车可前往阿讷西、瓦朗斯等地

### 航空
距离马孔最近的民用航空站为里昂圣埃克絮佩里机场，距离马孔市中心车程约87公里。

### 城市公共交通
马孔城市公共交通（商业名称为）是当地的城市公交系统，截至2020年5月，该系统共包含7条常规公交线路和十余条校车或补充线路，路网覆盖了市区内的主要街区。

## 政治

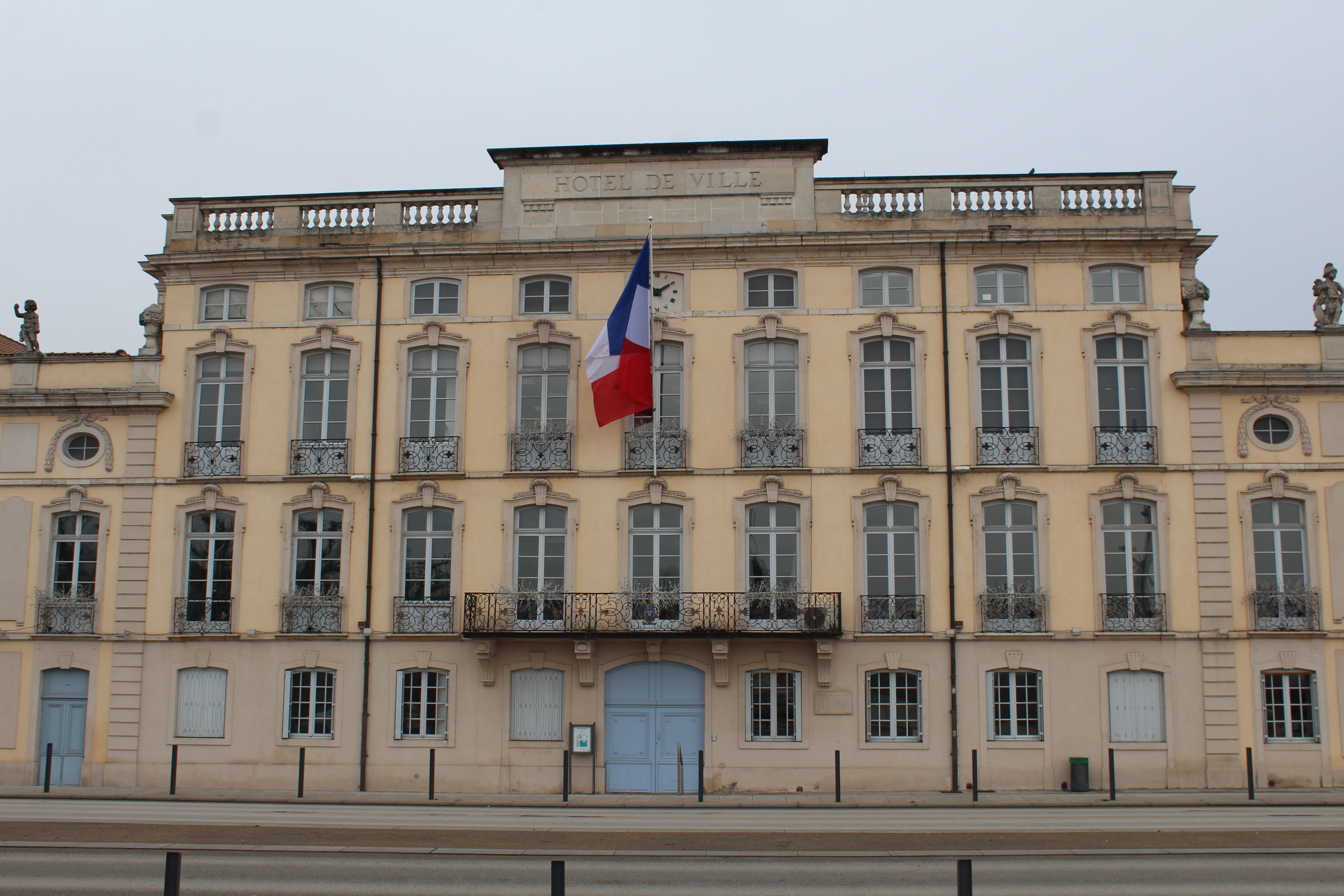
马孔市政厅

马孔的现任市长为让-帕特里克·库尔图瓦先生，他是共和党的一名成员，自2001年起担任并三次连任，他在2014年的市政选举中获得了65.81%的支持率，在2020年的市政选举中则获得了60.79%的支持率。
在2017年的法国总统大选中，法国第25任总统埃马纽埃尔·马克龙在马孔获得了73.96%的支持率。
| 马孔历届市长   |                        |                                            |
| 任期           | 市长                   | 党派                                       |
| 1944年－1950年 | 皮埃尔·德纳夫          | SFIO工人国际法国支部                       |
| 1950年－1953年 | 夏尔·加尔德内          | 不详                                       |
| 1953年－1977年 | 路易·埃斯康德          | SFIO工人国际法国支部 →DVG左翼无党派人士    |
| 1977年－2001年 | 米歇尔-安托万·罗尼亚尔 | PS社会党                                   |
| 2001年－       | 让-帕特里克·库尔图瓦   | RPR保衛共和聯盟 →UMP人民运动联盟 →LR共和黨 |

## 人口
2017年，马孔市镇人口数量为33,638，在法国排名第231位。其中男性15,667人，女性17,760人，75岁及以上人口占9.8%，外籍人口数量为4,335人，人口密度为1,244人/平方公里，当地居民被称为（男性）或（女性）。2018年，马孔境内出生436人，死亡人口329人。
| 年份   | 1936   | 1946   | 1954   | 1962   | 1968   | 1975   | 1982   | 1990   | 1999   | 2006   | 2011   | 2016   | 2017   |
| ------ | ------ | ------ | ------ | ------ | ------ | ------ | ------ | ------ | ------ | ------ | ------ | ------ | ------ |
| 人口數 | 19,324 | 21,073 | 22,393 | 25,714 | 33,445 | 39,344 | 38,404 | 37,275 | 34,469 | 34,171 | 33,730 | 33,427 | 33,638 |

## 经济
马孔是勃艮第南部的一个区域性中心城市，索恩-卢瓦尔省工商会总部所在地，马孔市区南部设有大型物流港口，高铁站附近及市区北部亦有配套的工业园区。行政、机械、餐饮旅游及文化产业是当地的主要岗位类型。

## 财政收入
2018年，马孔的财政收入总额为58,407,100欧元，财政支出总额为52,363,400欧元，当年的债务总额为49,889,100欧元。
2014年，马孔的人均收入总额为2,403欧元，其中高职人员为4,076欧元，普通职员为1,792欧元。
2016年，马孔境内的青壮年（15至64岁）失业率为19.3%，当地37.4%的家庭拥有纳税资格。

## 社会事务

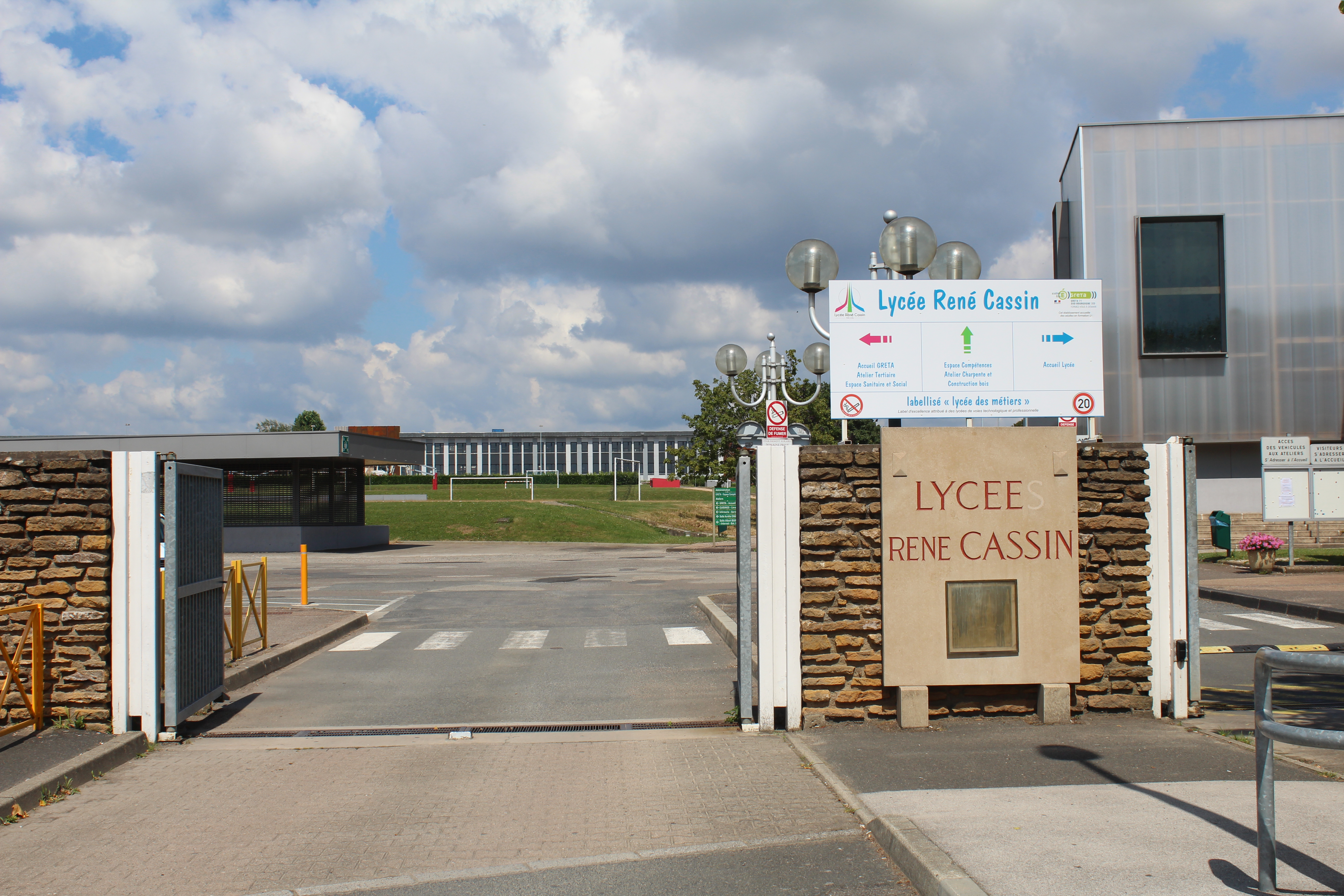
马孔勒内·卡桑高级中学

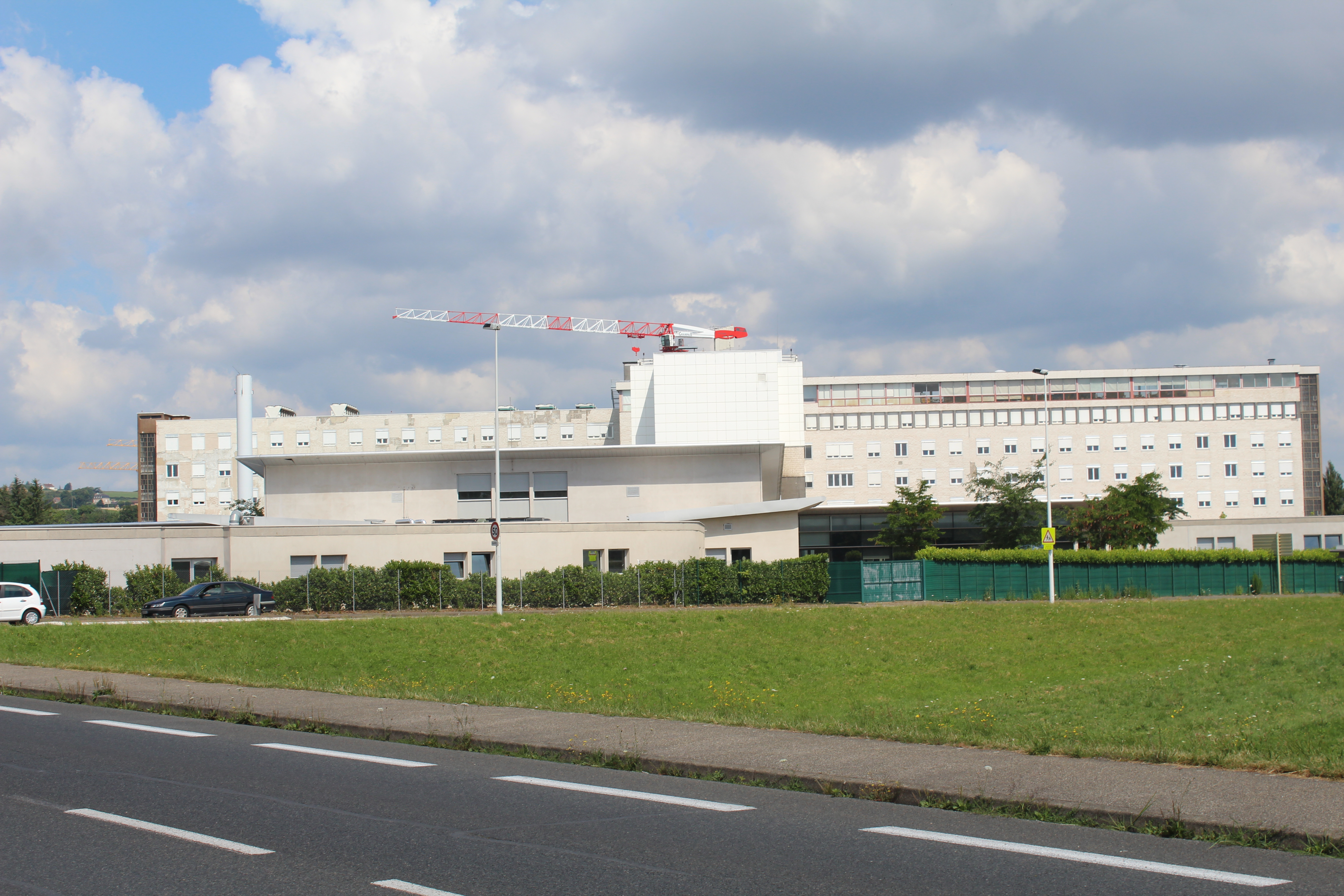
马孔中心医院

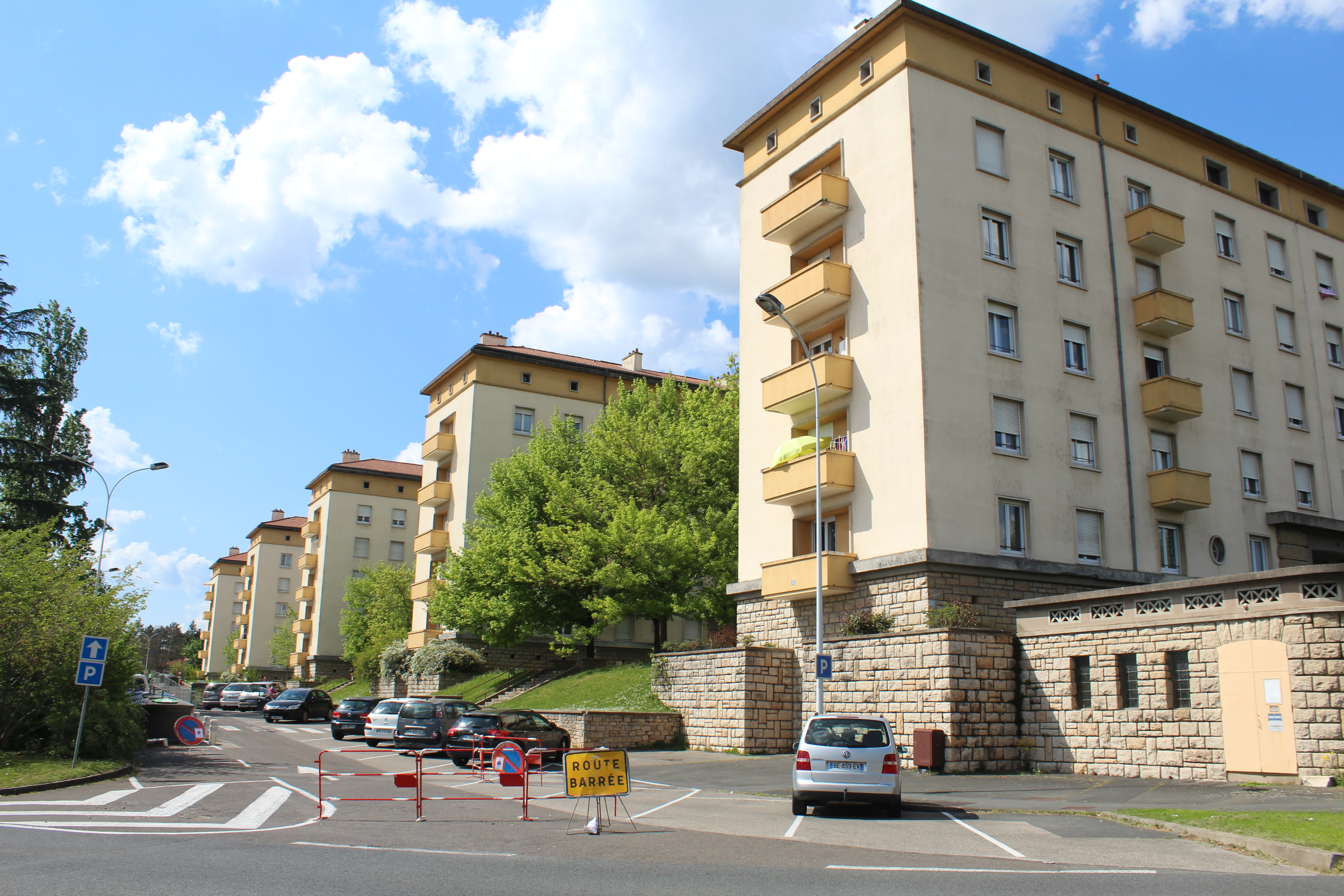
马孔的一处集中式居民区

### 教育
马孔属于第戎学区。截止2018年1月1日，马孔境内共有11所幼儿园、14所小学、5所初级中学、3所普通高中、0所农业高中和2所职业高中。。2018至2019学年度，马孔境内共有在校中小学生5,992名。
在高等教育方面，勃艮第大学在马孔设有一个校区，部分专业在此授课。

### 医疗
截止2018年1月1日，马孔境内共有全科医生32名、保健师33名、牙医30名、护士39名、耳科医生5名、眼科医生11名、皮肤科医生5名、助产士2名、儿科医生1名和妇科医生7名。境内共有药房20家，养老院7家，残疾人帮扶中心7家。
马孔中心医院（Centre Hospitalier de Mâcon）位于马孔市区，是当地规模最大的公立综合性医院。

### 住房
2016年，马孔境内共有各类住房18,727套，其中87%为常住房屋。集中式居民区主要分布在圣克莱蒙、拉沙纳伊、莱格特里亚和莱索日赖四个街区。

### 商业
2017年，马孔境内共有各类商铺2,407家，其中餐饮服务类1,045家。市区南部建有大型开放式商业街区。

### 体育
2018年，马孔境内共有1家游泳池、9间健身房、2座综合体育场、12处网球场、8处足球或橄榄球场以及16处篮球或排球场。
马孔足球联盟是当地的一支足球队，成立于1999年，2019至2020赛季参加区域性的足球联赛。

### 环境
马孔的环境事务由其所属的公共社区负责。2017年，马孔境内共有2家污染企业。

### 治安
2014年，马孔及附近地区共发生各类案件2,831起，其中盗窃类案件1,649起，经济类案件350起，毒品交易类案件136起。

## 文化

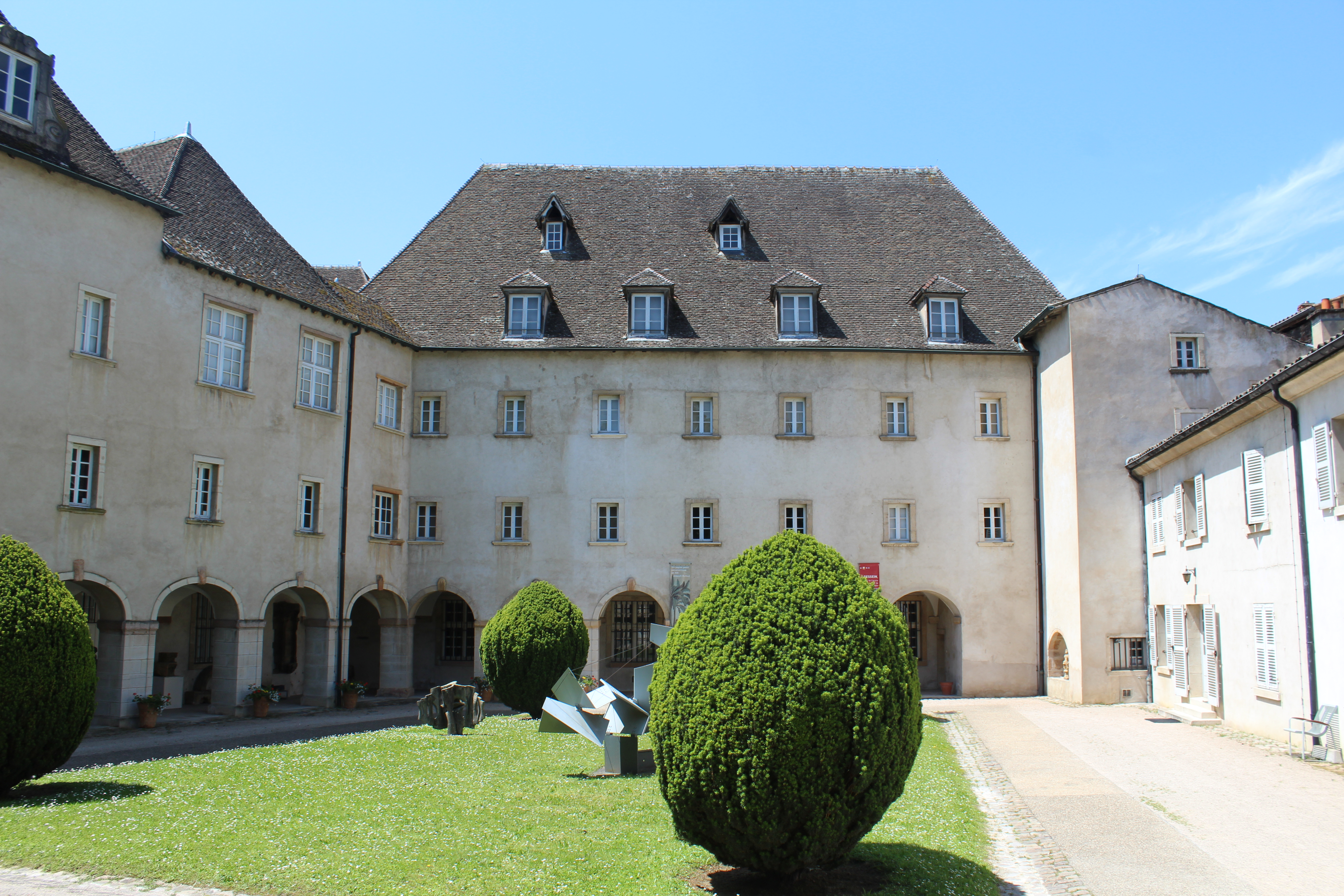
马孔乌苏拉博物馆

2018年，马孔境内共有1个剧场、1个电影院、2个博物馆和1个音乐厅。马孔学会成立于1805年，是当地的一个文化团体。

### 建筑
马孔境内有多处法国国家文物保护单位，其中马孔旧圣雲先主教座堂、马孔乌苏拉博物馆等为当地的代表性建筑物。

### 旅游
2020年，马孔境内共有16个宾馆共计829间房间。

### 媒体
法国主要的媒体均可在马孔接收，法国电视三台下属的勃艮第-弗朗什-孔泰大区频道在部分时段播出马孔所属区域的地方新闻。

### 葡萄酒
马孔因出产同名葡萄酒而闻名，属于勃艮第产区，自1937年起成为原产地标志保护产品。

## 相关人物
法国诗人阿方斯·德拉马丁和法国国家足球队队员安東尼·格里兹曼出生于马孔。

## 友好城市
截至2020年5月，马孔共与10座城市互为友好城市关系：

| - 德国 葡萄酒之路畔诺伊施塔特 - 英国 克鲁 - 比利时 上艾瑟 - 美国 佐治亚州梅肯 - 保加利亚 舒门 | - 義大利 莱科 - 西班牙 阿尔卡萨尔德圣胡安 - 匈牙利 埃格尔 - 芬兰 波里 - 葡萄牙 圣蒂尔苏 |